# Подпалова, Галина Ивановна
Галина Ивановна Подпалова (1904[…], Лубны, Полтавская губерния — 1994[…], Москва) — советский и российский востоковед, японист и переводчик, доктор исторических наук, профессор.

## Биография
В 1929 году окончила восточный факультет Дальневосточного университета (ГДУ) во Владивостоке.
В 1929—1931 годах — переводчица советского консульства в Китае. В 1931—1955 — сотрудник органов государственной безопасности, майор административной службы. Место службы: Военный институт иностранных языков Красной армии.
С 1955 года — сотрудник Института востоковедения Академии наук СССР в Москве.
С 1984 года — доктор исторических наук.
Автор трудов по истории и современным политическим проблемам Японии, научный редактор.
Похоронена в Москве на Измайловском кладбище.

## Основные публикации
- Крестьянское петиционное движение в Японии во второй половине XVII-начале XVIII в. М.: ИВЛ, 1960. 278 с.
- Социалистическая партия Японии: (1945—1972). М.: Наука, 1975. 327 с.
- Правая социал-демократия Японии (Партия демократического социализма. История, идеология, политика. 1960—1980). М.: Наука. 1981. 179 с.